# João Bidu
João Bidu, nome artístico de João Carlos de Almeida (Bauru, 8 de novembro de 1947), é um astrólogo brasileiro. É considerado o principal nome da Astrologia no Brasil.

## Biografia

### Vida pessoal
João Bidu é casado com a empresária Inês, seu terceiro casamento. Tem dois filhos.
João teve paralisia infantil aos dois anos de idade. Para caminhar, ele usa uma bengala.

### Carreira
João Bidu teve seu início de carreira no rádio, como comentarista esportivo, e aos poucos migrou para o meio editorial da astrologia. Foi matéria de capa do caderno Marketplace do jornal Wall Street Journal, em dezembro de 2002, que analisou o seu lado de guru e conselheiro, principalmente das mulheres das classes C e D do Brasil.
No final do ano de 2019, João fez previsão de que o ano de 2020 "promete ser mais leve" em artigo publicado no Jornal da Cidade, de Bauru. A pandemia de COVID-19 estourou poucas semanas depois, resultando na morte de milhões de pessoas. A previsão de ano mais leve ganhou grande circulação nas redes sociais e João virou meme. O astrólogo explicou o erro de previsão alegando que o sol o "traiu".